# ポーク郡区 (アイオワ州ブレマー郡)
ポーク郡区（ポークぐんく、英語: Polk Township）は、アメリカ合衆国、アイオワ州、ブレマー郡にある14の郡区の一つである。2000年の国勢調査で、人口は991人だった。

## 地理
ポーク郡区は、95.2平方キロメートル（36.75平方マイル)で、Plainfieldが含まれる。
アメリカ地質調査所によると、この郡区はHortonとJacksonとWillow Lawnの3つの霊園が含まれる。